# Kudlik

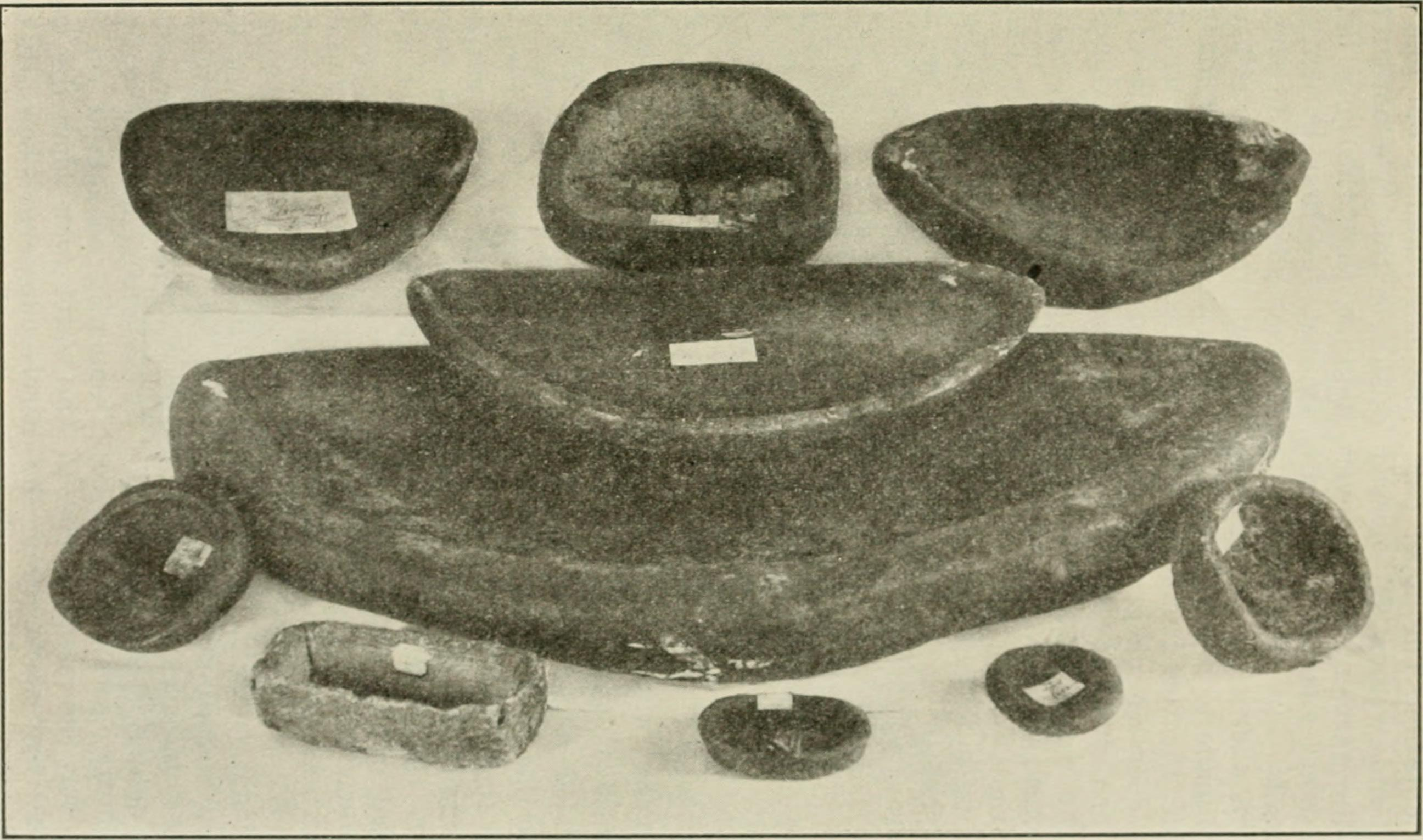
Lampes à huile de phoque

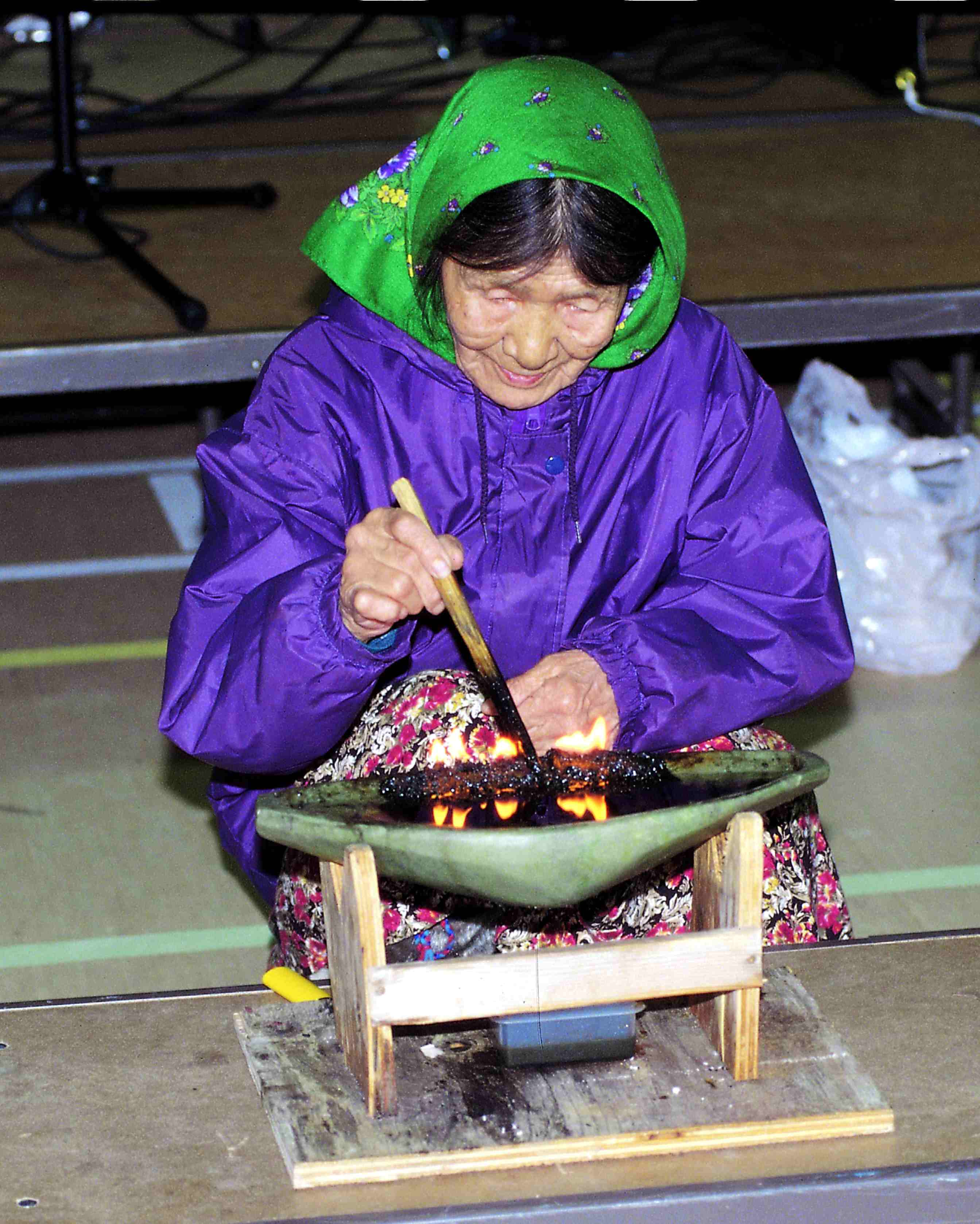
Éclairage à lampe kudlik, Nunavut, 1999

Le kudlik, est une lampe à huile traditionnelle utilisée par les peuples de l’Arctique, y compris les Inuits, les Tchouktches et les Yupik. 
Ce type caractéristique de lampe à huile fournissait chaleur et lumière dans le froid arctique où il n’y avait pas de bois et où les quelques habitants s’en remettaient presque entièrement à l’huile de phoque ou à la graisse de baleine. Cette lampe était l'outil le plus important pour les Inuits dans leurs habitations. 

## Histoire
On ignore à quelle période les lampes à huile de phoque ont commencé à être utilisées. Ils font partie d'une série d'innovations technologiques parmi les peuples de l'Arctique dont l'introduction et la propagation ont été en partie documentées. Des lampes à huile ont été trouvées sur des sites paléoesquimaux remontant à 3 000 ans. C’était un instrument en usage dans les cultures dorsetienne et thuléenne. 
Dans l'un des mythes inuits du soleil et de la lune, la divinité du soleil Sukh-eh-nukh, connue sous le nom de Malina au Groenland, porte une lampe à pétrole qui se renverse et qui tache d'huile et de suie ses mains et noircit le visage de son frère, la divinité lunaire Ahn-ing-ah-neh (Anningan ou Igaluk). Parmi les Netsilik, si la population enfreignait certains tabous, Nuliajuk, la déesse de la mer, retenait les animaux marins dans le creux de sa lampe. Lorsque cela se produisait, le chaman, angakkuq, devait lui rendre visite pour quémander du gibier. 
Autrefois, la lampe était un outil polyvalent. Les peuples arctiques l'utilisaient pour éclairer et chauffer leurs tentes, leurs maisons semi-souterraines et leurs igloos, ainsi que pour faire fondre la neige, faire la cuisine et pour sécher leurs vêtements. 
De nos jours, ces lampes sont principalement utilisées à des fins cérémonielles. En raison de son importance culturelle, une lampe kudlik figure sur les armoiries du Nunavut .

## Description et utilisation
Les lampes à huile inuites étaient principalement en pierre de savon, mais il en existe aussi en céramique. Les tailles et les formes des lampes peuvent varier, mais la plupart étaient de forme elliptique ou en demi-lune. Les alimentateurs de lampes étaient en ivoire. 
La mèche était principalement composée de linaigrette ou de mousse séchée (Inupiaq). La lampe était allumée le long du bord, fournissant une lumière douce. On pouvait laisser fondre une plaque de graisse de phoque sur la lampe pour l'alimenter de graisse. Ces lampes devaient être entretenues continuellement en coupant la mèche pour que la lampe ne produise pas de fumée. 
Bien que ces lampes soient généralement remplies de graisse de phoque et que le terme anglais «lampe à huile de phoque» soit courant dans les écrits sur les peuples de l'Arctique, elles pourraient également l'être avec de la graisse de baleine dans les communautés où la chasse à la baleine était pratiquée. Toutefois, le terme «lampe à huile de baleine» fait référence à un type différent de dispositif d'éclairage. En général, la graisse de caribou ou de renne était un mauvais choix, de même que la graisse d’autres animaux terrestres, l’huile de phoque étant un carburant plus efficace pour la lampe. Les femmes avaient l'habitude de gratter les carcasses, en recueillant chaque morceau de graisse.

## Voir également
- Mythologie inuite